# Гринюк, Владимир Владимирович
Владимир Владимирович Гринюк (14 октября 1986, Киверцы, Волынская область) — майор Вооружённых сил Украины, заместитель механизированного батальона 30-й отдельной механизированной бригады. Участник вооружённого конфликта на востоке Украины. Герой Украины (2015).

## Биография

### Боевой путь
По состоянию на начало 2015 года — капитан, командир механизированной роты механизированного батальона 30-й отдельной механизированной бригады.
10-11 февраля 2015 года во время зачистки населённого пункта Логвиново благодаря смелости и молниеносным решительным действиям офицера штурмовая группа захватила часть населённого пункта, при этом лично Владимир Гринюк уничтожил 3 единицы бронетехники и до 30 боевиков. Во время проведения операции получил ранение, но продолжал руководить сводным подразделением. Подчинённое Гринюку подразделение уничтожило большое количество бронетехники и живой силы незаконных вооружённых формирований.
По состоянию на октябрь 2017 года — заместитель механизированного батальона 30-й отдельной механизированной бригады. 19 октября 2017 года получил воинское звание майора.

## Награды
- Звание Герой Украины с вручением ордена «Золотая Звезда» (23 марта 2015) — «за исключительное мужество, героизм и стойкость духа, проявленные в защите государственного суверенитета и территориальной целостности Украины»[4].